# Gulácsy Lajos műveinek listája
Az alábbi nem teljes lista Gulácsy Lajos műveit sorolja fel.
| Kép | Festmény címe                                                                | készítés éve              | technika                        | méret           | tulajdonos                                           |
| --- | ---------------------------------------------------------------------------- | ------------------------- | ------------------------------- | --------------- | ---------------------------------------------------- |
|     | Fiatal lány fekete selyemsállal, arany brossal                               | 1900                      | vegyes technika, papír          | 20 × 13 cm      | magángyűjtemény                                      |
|     | Reneszánsz kosztümös önarckép                                                | 1900-as évek              | olaj, vászon                    |                 | Magyar Nemzeti Galéria, Budapest                     |
|     | Dante                                                                        | 1902                      | olaj, karton                    | 29.3 × 21.4 cm  | Rippl-Rónai Múzeum, Kaposvár                         |
|     | Önarckép itáliai tájban                                                      | 1902                      | akvarell, ceruza, papíron       | 34 × 26.5 cm    | magángyűjtemény                                      |
|     | Ablaknál (A művész áhítata)                                                  | 1902                      | olaj, vászon                    | 61 × 77 cm      | Modern Magyar Képtár, Pécs                           |
|     | Omnia vanita                                                                 | 1903                      | akvarell és tinta papíron       | 30 × 22 cm      | Herman Ottó Múzeum, Miskolc                          |
|     | Tavasz a Campagnán (Reggel)                                                  | 1903-1904                 | olaj, kartonon                  | 54 × 43.5 cm    | Herman Ottó Múzeum, Miskolc                          |
|     | Fiatal rabbi                                                                 | 1903                      | olaj, karton                    | 25.5 × 18 cm    | magángyűjtemény                                      |
|     | Álomkép                                                                      | 1903                      | akvarell, ceruza, papír         | 18 × 26 cm      | Rippl-Rónai Múzeum, Kaposvár                         |
|     | Önarckép                                                                     | 1903                      | olaj, karton                    |                 | Magyar Nemzeti Galéria, Budapest                     |
|     | Önarckép                                                                     | 1903                      | olaj, vászon                    | 46.5 × 36.5 cm  | magángyűjtemény                                      |
|     | Francesca da Rimini és Paolo Malatesta                                       | 1903                      | akvarell, ceruza, papír         | 35 × 25.5 cm    | Magyar Nemzeti Galéria, Budapest                     |
|     | Emily                                                                        | 1903 körül                | olaj, vászon                    | 36 × 22.5 cm    | Herman Ottó Múzeum, Miskolc                          |
|     | Jelenés                                                                      | 1903                      | olaj, karton                    | 18 × 23 cm      | magángyűjtemény                                      |
|     | Elhangzott dal régi fényről, szerelemről                                     | 1904                      | olaj, vászon                    | 23.5 × 29.5 cm  | Herman Ottó Múzeum, Miskolc                          |
|     | Dal a rózsatőről                                                             | 1904                      | olaj, vászon                    | 84 × 40.5 cm    | magángyűjtemény                                      |
|     | A bolond (Bohóc, szájában szegfűvel)                                         | 1904-1905                 | olaj, vászon                    | 41.5 × 21.7 cm  | Magyar Nemzeti Galéria, Budapest                     |
|     | A varázsló kertje                                                            | 1906-1907                 | olaj, vászon                    | 85.5 × 63 cm    | Magyar Nemzeti Galéria, Budapest                     |
|     | Dante találkozása Beatrice-val                                               | 1907                      | olaj, vászon                    | 70.5 × 100 cm   | Magyar Nemzeti Galéria, Budapest                     |
|     | Zarándokok hazatérése                                                        | 1908                      | olaj, vászon                    | 97 × 108.5 cm   | Magyar Nemzeti Galéria, Budapest                     |
|     | Eksztázis                                                                    | 1908 körül                | olaj, karton                    | 74 × 53 cm      | Modern Magyar Képtár, Pécs                           |
|     | Nő profilból, mellette virágváza                                             | 1908 körül                | olaj, papíron                   | 38 × 30.5 cm    | Nógrádi Történeti Múzeum, Salgótarján                |
|     | Kalapos önarckép                                                             | 1908-12                   | olaj, vászon                    | 46 × 32 cm      | Magyar Nemzeti Galéria, Budapest                     |
|     | Olivier megkéri Olíviát                                                      | 1909                      | olaj, vászon                    | 58 × 51 cm      | Herman Ottó Múzeum, Miskolc                          |
|     | Madame Bovary ismerőse                                                       | 1907-1910                 | pasztell, karton                | 51 × 38 cm      | Magyar Nemzeti Galéria, Budapest                     |
|     | Don Juan kertje                                                              | 1910                      | olaj, karton                    | 57 × 44 cm      | Rippl-Rónai Múzeum, Kaposvár                         |
|     | Don Juan kertje II.                                                          | 1910 körül                | olaj, vászon                    | 79 × 63 cm      | Magyar Nemzeti Galéria, Budapest                     |
|     | Piros ruhás alak                                                             | 1910                      |                                 | 22 × 10 cm      | magángyűjtemény                                      |
|     | Karosszékben ülő leány (Bálozó nő)                                           | 1910                      | olaj, vászon                    | 22 × 10 cm      | magángyűjtemény                                      |
|     | Halál szekéren                                                               | 1910-es évek eleje        | olaj, vászon                    | 120 × 81 cm     | Magyar Nemzeti Galéria, Budapest                     |
|     | Próféta                                                                      | 1910 körül                | akvarell, ceruza, papír         | 41 × 33 cm      | Modern Magyar Képtár, Pécs                           |
|     | Nakonxipánban hull a hó (Egynapos hó)                                        | 1910 körül                | olaj, vászon                    | 96.5 × 48 cm    | magángyűjtemény                                      |
|     | Romantikus táj nőalakkal (Kertben)                                           | 1910 körül                | olaj, papíron                   | 68 × 98 cm      | magángyűjtemény                                      |
|     | Várostrom                                                                    | 1910 körül                | olaj, vászon                    | 52.5 × 42 cm    | Modern Magyar Képtár, Pécs                           |
|     | Fiatal nő rózsafával                                                         | 1910-12                   | olaj, vászon                    | 116 × 40 cm     | Modern Magyar Képtár, Pécs                           |
|     | Vasárnap délután Comoban                                                     | 1911-12                   | olaj, karton                    | 102.5 × 69 cm   | Magyar Nemzeti Galéria, Budapest                     |
|     | Caspar és Hermina emléke                                                     | 1911-12                   | olaj, karton                    | 97 × 70 cm      | Magyar Nemzeti Galéria, Budapest                     |
|     | Kalapos férfi és gyászkendős nő                                              | 1911-12                   | olaj, karton                    | 70 × 48.7 cm    | Magyar Nemzeti Galéria, Budapest                     |
|     | Szláv jósnő                                                                  | 1912                      | olaj, vászon                    | 145.5 × 46.5 cm | Magyar Nemzeti Galéria, Budapest                     |
|     | Golgota                                                                      | 1912                      | olaj, vászon                    | 100 × 64 cm     | magángyűjtemény                                      |
|     | Sárga ruhás nő virágcsokorral (Várakozás II.)                                | 1912                      | Pasztell, karton                | 100 × 70.5 cm   | magángyűjtemény                                      |
|     | A mulatt férfi és a szoborfehér asszony (A mulatt férfi és a szoborfehér nő) | 1912 körül                | olaj, vászon                    | 67 × 47 cm      | magángyűjtemény [[File:\|thumb\|]]                   |
|     | Női képmás                                                                   | 1912 körül                | tempera, szén, akvarell, karton | 64 × 47 cm      | Magyar Nemzeti Galéria, Budapest                     |
|     | Kalapos férfi és gyászkendős nő                                              | 1912-15                   | olaj, vászon                    | 70 × 49 cm      | Magyar Nemzeti Galéria, Budapest                     |
|     | Krisztus                                                                     | 1912-13                   | olaj, vászon                    | 70 × 60 cm      | magángyűjtemény                                      |
|     | Régi kert                                                                    | 1913                      | olaj, karton                    | 69 × 51 cm      | Magyar Nemzeti Galéria, Budapest                     |
|     | Padovai utcarészlet                                                          | 1913 körül                |                                 |                 | Nógrádi Történeti Múzeum, Salgótarján                |
|     | Az ópiumszívó álma                                                           | 1913-18                   | olaj, vászon                    | 163 × 92.5 cm   | Modern Magyar Képtár, Pécs                           |
|     | Rózsalovag                                                                   | 1914                      | olaj, vászon                    | 170 × 103 cm    | Magyar Nemzeti Galéria, Budapest                     |
|     | Vándor család                                                                | 1914                      | akvarell, színes ceruza, papír  | 43 x 58 cm      | magángyűjtemény                                      |
|     | Klastromkertben                                                              | 1914-15                   | lakk, akvarell, ceruza, papír   | 37 × 27.5 cm    | Magyar Nemzeti Galéria, Budapest                     |
|     | kompozíció                                                                   | 1910-es évek második fele |                                 |                 | Nógrádi Történeti Múzeum, Salgótarján                |
|     | Arte, Vita, Natura                                                           | 1916-17                   | olaj, vászon                    |                 | Kolozsváry-gyűjtemény, Győr                          |
|     | Fellázadt játékszerek                                                        | 1916-18                   | olaj, karton                    | 76 × 57 cm      | Herman Ottó Múzeum, Miskolc                          |
|     | Idill                                                                        | Ismeretlen dátum          | pasztellkréta, ceruza, karton   | 43 × 26.8 cm    | Rippl-Rónai Múzeum, Kaposvár                         |
|     | Olasz kültelek                                                               | Ismeretlen dátum          | olaj, vászon kartonra kasírozva | 34 × 37.5 cm    | Kövesi István-gyűjtemény Herman Ottó Múzeum, Miskolc |
|     | Antik tájkép                                                                 | Ismeretlen dátum          | olaj, vászon, karton            | 34.5 × 47.5 cm  | magángyűjtemény                                      |
|     | Jelenet                                                                      | Ismeretlen dátum          | olaj, karton                    | 35 × 25 cm      | magángyűjtemény                                      |
|     | Önarckép, parkban                                                            | Ismeretlen dátum          | tempera, papír                  | 25.5 × 24 cm    | magángyűjtemény                                      |
|     | Ború és Derű                                                                 | Ismeretlen dátum          | olaj, vászon                    | 52 × 67.5 cm    | magángyűjtemény                                      |